# PowerDVD
CyberLink PowerDVD es un reproductor de música y vídeo de la empresa CyberLink para Microsoft Windows. El reproductor permite ver películas de DVD en el ordenador del usuario. Las copias guardadas en el disco duro también pueden ser reproducidas. También puede ser utilizado para reproducir archivos de audio y video en otros formatos con diferentes códecs como por ejemplo DivX, XviD, WMV y audio en MP3 y AAC. Las últimas versiones reproducen también Blu-ray y HD DVD con soporte para CPRM.
Viene en versión comercial PowerDVD  Deluxe, PowerDVD  Standard, PowerDVD  Max y una versión de prueba, que dura 30 días, y no es compatible con la protección CPRM ni la reproducción de DVD-Audio.